# Dálnice A3 (Slovinsko)
Slovinská dálnice A3 spojuje dálnici A1 se slovinsko-italskou státní hranicí.

## Stavba
Stavba dálnice probíhala ve třech etapách. Nejprve byla postavena mimoúrovňová křižovatka Gabrk, v letech 1994–1995 byl postaven úsek Gabrk – Divača (8,4 km), poslední úsek Divača – Fernetiči byl vybudován v letech 1995–1997.

## Mimoúrovňové křižovatky
Na trase dálnice A3 se nachází jedna mimoúrovňová křižovatka:
- Gabrk – dálnice A3 se zde odděluje od dálnice A1, spojující slovinsko-rakouskou státní hranici s Mariborem, Lublaní a oblastí kolem slovinské části pobřeží Jaderského moře.

## Navazující komunikace
Pokračováním v Itálii je silnice RA14, tvořící spojku mezi státní hranicí a italskou dálnicí A4 směřující na Benátky, Milán a Turín.

## Zpoplatnění
Na dálnici A3 se dříve používal otevřený způsob placení mýtného. Po zavedení dálničních známek se tento způsob nadále používá již jen pro autobusy a nákladní automobily.

## Fotografie

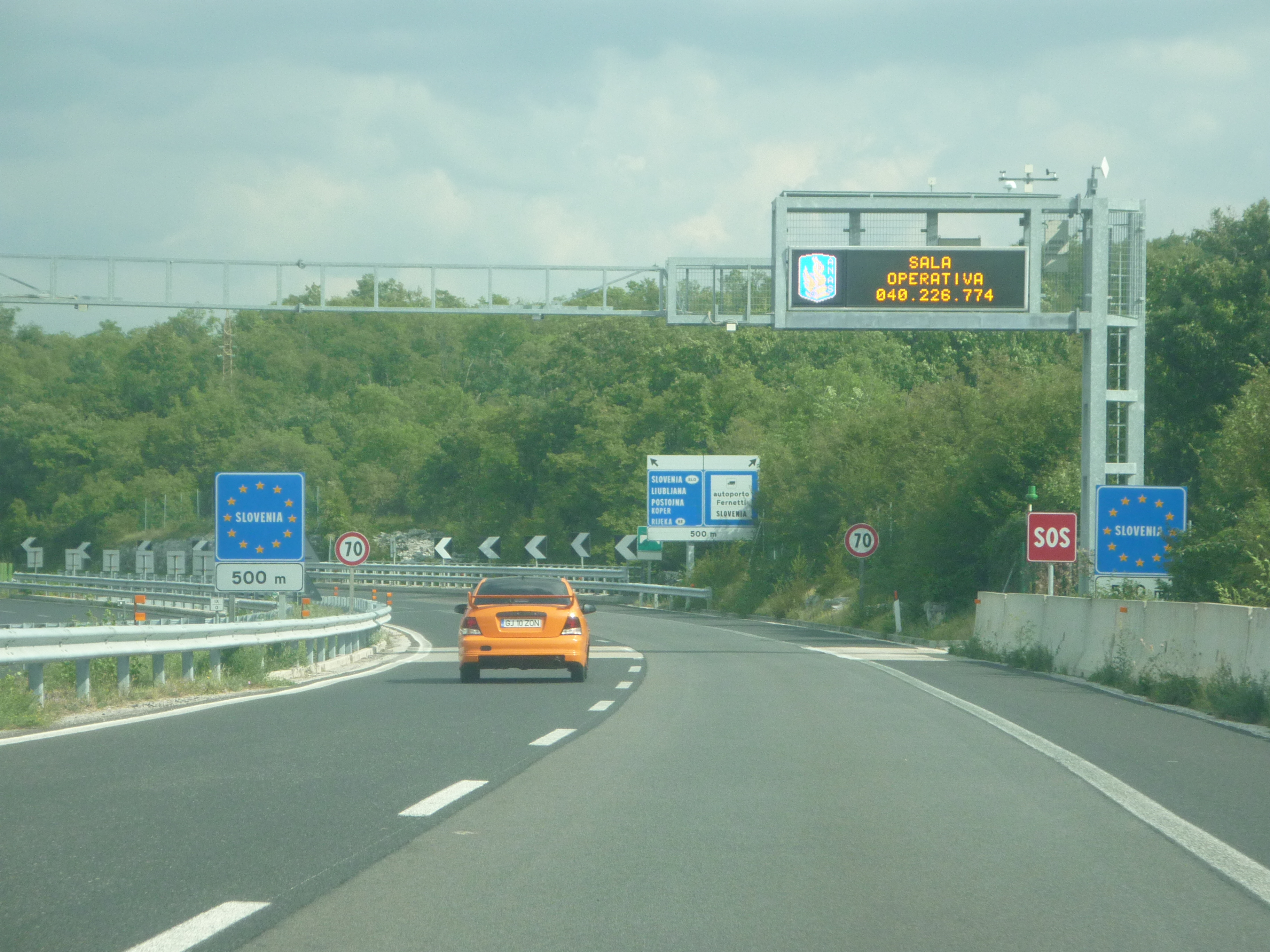
Příjezd z Itálie (RA14)